# 珠櫻鮨
珠櫻鮨，又稱珠斑花鱸、櫻花鱸，為輻鰭魚綱鱸形目鱸亞目鮨科的其中一個種。

## 分布
本魚分布於西北太平洋區，包括日本以及台灣海域。

## 深度
水深15至50公尺。

## 特徵
本魚體卵圓形，中度側扁；側線在背鰭後下方急降。頭短於體高，後頭脊甚高，兩眼間隔區隆起而略窄於眼徑。眼大，長於吻長。口大；上下頜前端具小犬齒，舌上無齒。前鰓蓋骨後緣微具鋸齒，下緣光滑。鰓蓋骨後緣具扁棘。體被細小櫛鱗；側線鱗孔數26至30枚。背鰭具硬棘10枚，軟條16至18枚，背鰭第三棘和第三軟條均延長為絲狀，雄魚尤為顯著。臀鰭硬棘3枚，軟條7枚；腹鰭腹位，末端延伸不及肛門開口；胸鰭延長，中央之鰭條長於上下方之鰭條，且長於腹鰭及後眼眶長；尾鰭深凹入。體紅色，體側有不規則的珠白色斑點；雌魚背鰭第七至第十棘之間有一大形黑斑。體長可達13公分。

## 生態
棲息在岩礁或珊瑚礁區海底附近，通常都會出現大群聚之現象，以動物性浮游生物為主食。會發生雌性現成熟的性轉換。

## 經濟利用
可作為海水觀賞魚，亦有人食用，肉質上稱可口。